# Албанія під владою Італії
Албанське королівство (алб. Mbretnija Shqiptare або алб. Mbretëria Shqiptare, італ. Regno albanese) — колишній протекторат Королівства Італії, офіційно на чолі з королем Італії Віктором Еммануїлом III та його урядом на чолі з італійським губернатором у період із 1939 після окупації Італією до 1943. Протягом цього часу Албанія перестала існувати як незалежна держава і існувала як автономна частина італійської колоніальної імперії на чолі з італійськими урядовими чиновниками, що намагалися зробити Албанію частиною Великої Італії.

## Історія
Італія загарбала Албанію 7 квітня 1939, за п'ять місяців до початку Другої світової війни. Італійські війська зустріли збройний опір албанської армії, але та не змогла нічого протиставити противнику. 9 квітня 1939 король Албанії Ахмет Зогу втік до Греції. 10 квітня 1939 року, Албанія була повністю анексована італійським військами.
Албанія була союзником Італії з 1925, проте Беніто Муссоліні, намагаючися слідом за розширенням Німеччини (аншлюс Першої Австрійської Республіки і анексія Першої Чехословацької Республіки) створити власну імперію, ухвалив рішення про приєднання Албанського королівства. Останнє перестало існувати як незалежна держава і здобуло статус італійського протекторату, аналогічно Протекторату Богемії і Моравії у складі Третього Рейху. Албанія була автономним краєм у складі Італії, яка з часом повинна була бути колонізована і італізована. 16 квітня королем Албанії формально став італійський король Віктор Еммануїл III. Реальне керування здійснювали італійський губернатор і албанський цивільний уряд.
Італійські фашисти вважали Албанію історичною частиною Італії, оскільки спочатку вона входила до складу Римської імперії, а згодом албанське узбережжя (включаючи Дураццо) було частиною Венеційської республіки (Албанія Венета). Крім того, Албанія посідала важливе стратегічне положення на Балканах. 1940 Італія використовувала Албанію для атаки проти Греції. Італія підтримувала албанських юніоністів, які ставили метою повернення від сусіда — Югославії — населених албанцями Косово і Північної Македонії.
Прем'єр-міністром Албанського королівства був Шефкет Верладжі, що вступив на посаду ще 12 квітня 1939 і тим самим формально протягом чотирьох днів виконував обов'язки глави держави. В його обов'язки входило повсякденне управління протекторатом. 3 грудня 1941 Шефкет Верладжі пішов у відставку, і його змінив представник фашистської партії Албанії Мустафа Мерліка-Круя, який залишався на своєму посту до 19 січня 1943.
У період протекторату Італія повністю контролювала зовнішню політику, зовнішню торгівлю та природні ресурси Албанії. Так, монополією на використання албанської нафти володіла італійська державна нафтова компанія Agip. Маріонеткова Албанська фашистська партія стала правлячою. Громадяни Італії отримали право селитися в Албанії як колоністи, щоб надалі перетворити країну на невід'ємну частину Італії.
Наприкінці жовтня 1940 почалася італо-грецька війна. Албанія відігравала в ній важливу роль, оскільки саме з її терену італійські сухопутні війська атакували Грецію. У плани Муссоліні входило включення узбережжя всього східного Середземномор'я до складу Італії. Однак незабаром, після початку війни, грецькі війська перейшли в контрнаступ і завоювали істотну частину Албанії з містами Гірокастра і Корча. У квітні 1941 Греція капітулювала перед німецькими військами, і захоплені нею території повернулися під протекторат Італії. Більше того, частина території Греції була віддана в підпорядкування Італії. У квітні 1941 німецькі війська зайняли також усю Югославію, і великі терени, населені албанцями, які входили до складу королівства Югославія, були передані Італії.
Пізніше Албанія була зайнята Німеччиною, після чого у країні інспіровано широкий диверсійний рух, орієнтований на комуністів.